# Canzoni di compleanno
- Albania: "Shume urime per ty"
- Paesi arabi: "سنة حلوة يا جميل" (Sana helwa ya gameel)[1]
- Argentina e Uruguay: "Que los cumplas feliz"[2]
  - "El payaso Plin-Plin" (children song with the same melody)
- Armenia: "Tsnundd shnorhavor" "Ծնունդդ շնորհավոր"[3]
- Brasile: "Parabéns pra você, nessa data querida, muitas felicidades, muitos anos de vida”
- Bulgaria: "Честит рожден ден" (Čestit požden den)
- Canada:
  - "Happy Birthday" (English Canada)
  - "Bonne fête à toi" (French Canada)
- Cile: "Cumpleaños feliz"[4]
  - "Cumpleaños fatal" (parody)
- Cina: "Zhu ni shengri kuaile"[5] (祝 你 生日 快乐)
- Colombia: Japi verdi tu yu!, ¡Feliz cumpleaños a ti!
- Croazia: "Sretan rođendan ti"
- Estonia: "Õnne soovime sul!"
- Finlandia: "Paljon onnea vaan"[6]
- Francia: "Joyeux anniversaire"
- Georgia: "გილოცავ დაბადების დღეს" (gilotsav dabadebis dges)
- Germania: "Zum Geburtstag viel Glück" e even the English original
- Grecia: "Να ζήσεις και χρόνια πολλά" (Na zisis ke hronia polla)
- Hong Kong:
  - Happy Birthday To You commonly sung in English
  - "Sang Yat Go" (生日歌): Happy Birthday To You in Cantonese lyrics
  - "Zuk Sau Go" (祝壽歌): 恭祝你 福壽與天齊 慶賀你生辰快樂
  - 年年都有今日 ("Nian Nian Dou You Jin Ri" or "Nin Nin Dou Yao Gum Yat")
  - 歲歲都有今朝 恭喜你..恭喜你. ("Gong Xi Ni Gong Xi Ni" or "Gong Hei Nei Gong Hei Nei)[7]
- Ungheria: "Boldog szülinapot"
- Islanda: "Hann á afmæli í dag"[6]
- India: वाढदिवसाच्या हार्दिक शुभेच्छा (Vad Divasachya Hardik Shubhchchya) in Marathi or जनम दिनकी शुभकामनाये (Janam Din Ki Shubh Kamanaye) in Hindi or ജന്മദിനാശംസകള്‍ നേരുന്നു (Janma dinasamsakal Nerunnu) in Malayalam e in Tamil (பிறந்த நாள் நல் வாழ்துக்கள்) e in Telugu జన్మదిన శుభాకాంక్షలు / పుట్టినరోజు శుభాకాంక్షలు (Janma Dina Shubhakankshalu / Puttina Roju Shubakankshalu) e in Kannada (Huttu Habbada Shubhashayagalu) e in Konkani (Vad Divasache Mast Mast Shubhashayu).
- Israele:
  - Happy Birthday (in ebraico יום הולדת שמח‎? Yom Huledet Same'ach)
- Italia: "Tanti auguri a te"[6]
- Giappone:
  - お誕生日おめでとう (otanjōbi omedetō)
  - Happy Birthday to You often sung in English
- Corea: 생일 축하 합니다 (saeng-il chukhahamnida)
- Lituania: "Su gimimo diena"
- Malaysia:
  - "Selamat Hari Jadi" - also commonly sung in English
  - "Allah selamatkan kamu" الله سلامتكن كامو (Traditional version)
- Paesi Bassi: "Een fijne verjaardag voor jou"
  - "Welgefeliciteerd" (most often used)
  - "Happy Birthday to you" often sung in English
  - "Happy birthday to you, I went to the zoo, I saw a fat monkey e I knew it was you" (parody)
  - "Happy Birthday to you, in de wei staat een koe en die koe zei: 'I love you' Happy birthday to you" (sweet parody)
  - "Hankie pankie Shanghai" (parody on Chinese sung by children)
  - "wushni wushni wush wush" (parody on Russian sung by children)
  - Dutch Children often sing the song in different languages (like English German, French parody Russian e parody Chinese)
- Nuova Zelanda: "Hari huritau ki a koe" (Māori)
- Perù : "Cumpleaños Feliz"
  - 'Happy Birthday to You' sung right before it (in English)
- Filippine: "Maligáyang Bátì"[6]
  - Happy Birthday to You also sung in English
- Portogallo: Parabéns A Você
- Romania: La multi ani!
- Russia: "С днем рождения тебя!" (S dnem roždenija tebja!)
- Serbia: "Danas nam je divan dan" (Cyrillic: "Данас нам је диван дан")[8][9]
- Slovenia: "Vse najboljše za te"
- Spagna: "Cumpleaños Feliz" (also see below)
  - Catalogna e Comunità Valenciana: "Moltes felicitats"
  - Paesi Baschi: "Zorionak zuri"
  - Galizia: "Felíz Aniversario"
- Sri Lanka:
  - Tamil: Pirantha Naal Valthukkal
- Svizzera:
  - Svizzera tedesca: "Zum Geburtstag viel Glück" come in Germania
    - Happy Birthday to You spesso cantata in inglese, francese e italiano

  - Svizzera francese: "Joyeux anniversaire" come in Francia
  - Svizzera italiana: "Tanti auguri a te" come in Italia
- Taiwan - "ㄓㄨˋ  ㄋㄧˇ  ㄕㄥ  ㄖˋ  ㄎㄨㄞˋ  ㄌㄜˋ" (祝 你 生日 快樂)
- Tanzania: "Hongera Hongera"
- Turchia: "İyi ki doğdun (isim)"
- United Kingdom:
  - Galles: "Penblwydd hapus i chi"